# 卵孢黑腹菌
卵孢黑腹菌（学名：Melanogaster ovoidisporus）是属于牛肝菌目黑腹菌科黑腹菌属的一种担子菌。该种分布于中国。

## 变种
卵孢黑腹菌狭孢变种（学名：Melanogaster ovoidisporus var. angustatisporus）是属于牛肝菌目黑腹菌科黑腹菌属的一种担子菌。该种分布于中国。